# Kroužkování

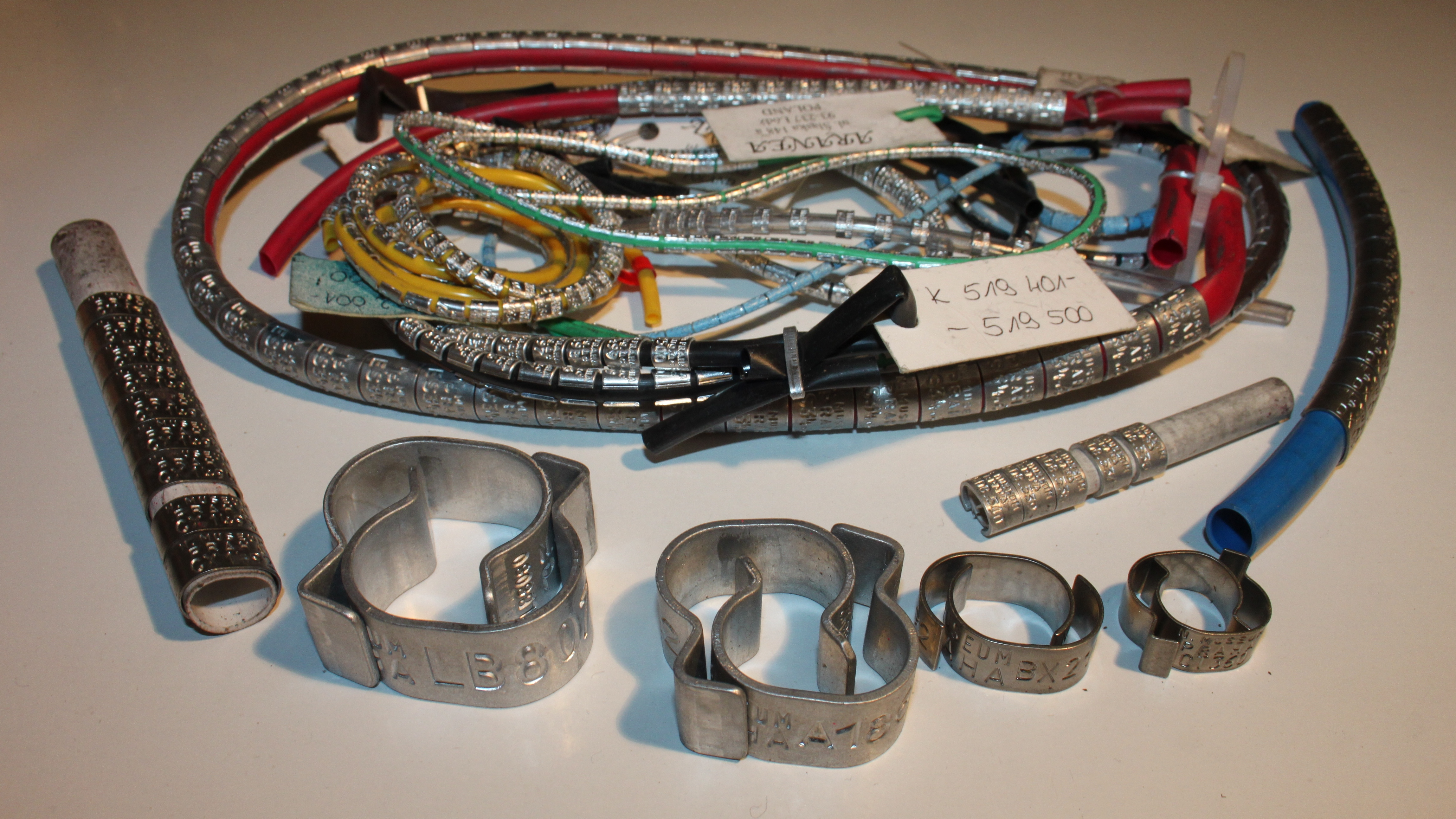
Kroužky používané Kroužkovací stanicí Národního muzea v Praze

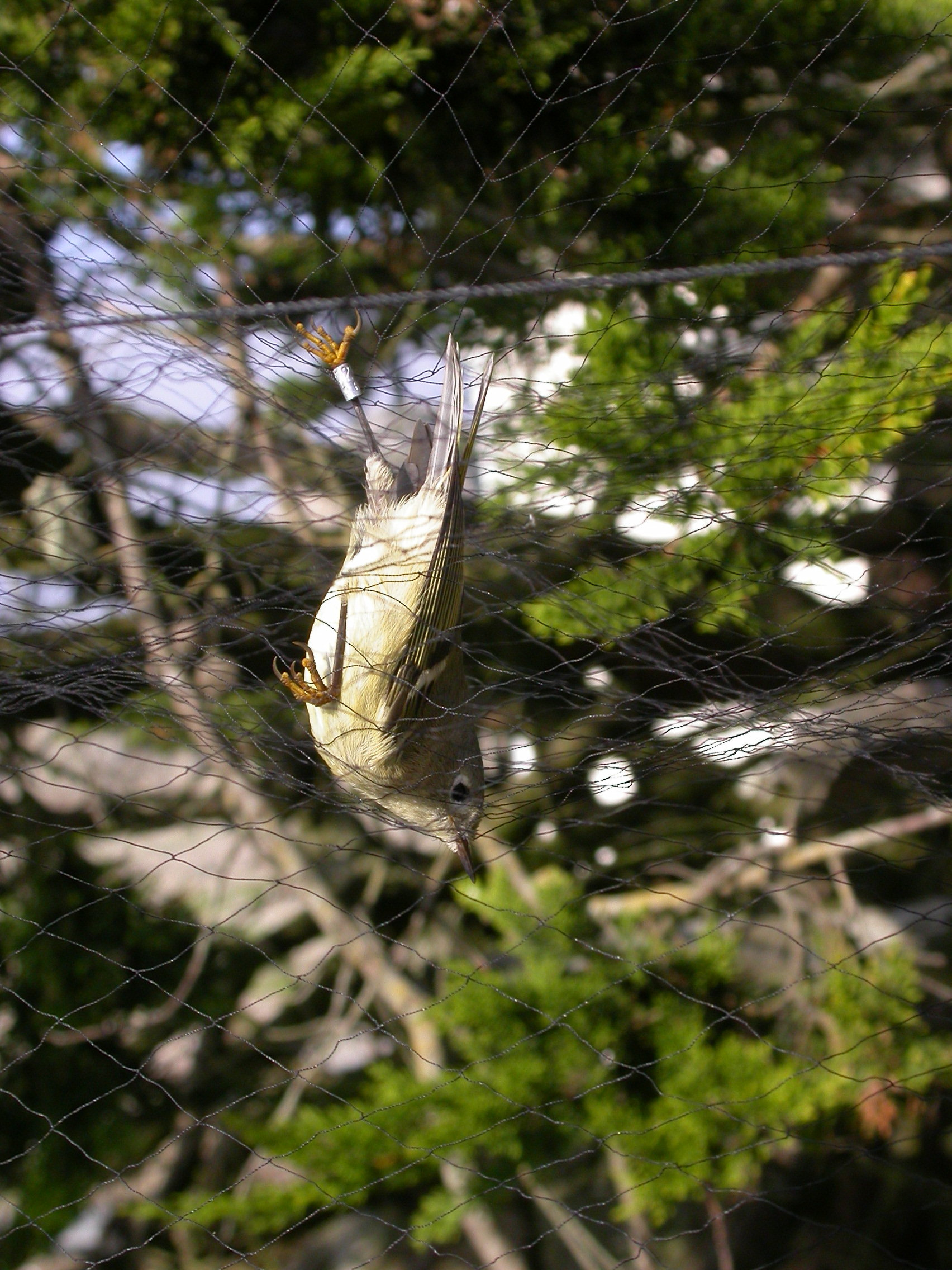
Králíček americký (Regulus calendula) chycený do nárazové sítě. Jedná se o zpětný odchyt, pták již má na levé noze umístěn kroužek.

Kroužkování je pomocná specializovaná vědecká činnost, kterou lze jednoduše popsat jako evidenční značkování ptáků (týká se ptáků žijících divoce i chovaných v zajetí buď v zoologických zahradách, nebo i hospodářsky) a letounů. Tato činnost pak slouží zoologům, a z nich pak zejména ornitologům, k podrobnému výzkumu života jednotlivých ptačích druhů. Byly to právě ornitologické kroužky, které v minulosti vědcům objasnily systém pravidelné ptačí migrace a další nejasnosti z jejich života. Poprvé vědecky použil kroužkování v roce 1899 Hans Christian Cornelius Mortensen.

## Kroužky
Ptačí kroužky jsou obvykle malé plechové hliníkové nebo ocelové proužky, na kterých jsou lisem vyraženy základní identifikační údaje vztahující se ke kroužku - unikátní alfanumerický kód, země původu, identifikace příslušné kroužkovací stanice, popř. další evidenční údaje. Ptačí kroužky jsou obvykle ptákům připevňovány na nohu, a to nejčastěji na tarsus. K tomu, aby byl výzkum prováděn efektivně a seriózně musí být vedena systematická a velmi podrobná evidence všech kroužků jakož i velmi jasná a naprosto přesná evidence všech kroužkovaných ptáků, a to, pokud možno, koordinovaně v rámci všech zemí světa.

## Odchyt a značkování
Po šetrném odchycení (zpravidla do ornitologické sítě) příslušného jedince je pták ornitologickým specialistou pečlivě prohlédnut, popř. i zvážen a změřen. Zároveň s tím je i identifikován podle svého biologického druhu (specie), a pokud je to možné, je určeno jeho pohlaví a přibližný věk. Pokud již odchycený jedinec kroužek má z nějakého předchozího kroužkování (tzv. zpětný odchyt neboli retrap), je do evidence zapsán jeho odchyt, jsou zapsány identifikační údaje z jeho kroužku a pták je puštěn na zpět na svobodu. Pokud ještě žádný kroužek nemá a jedná se o druh, který je předmětem výzkumu, respektive je schválen pro kroužkování, potom je mu šetrným způsobem na nožičku připevněn kroužek příslušné velikosti, který se jemně secvakne kleštěmi tak, aby mu z nohy během života nepadal a ani nijak zvlášť nepřekážel nebo jej nezraňoval. Veškeré údaje se pečlivě zaevidují a pták je vypuštěn na svobodu.

### Odchytová zařízení

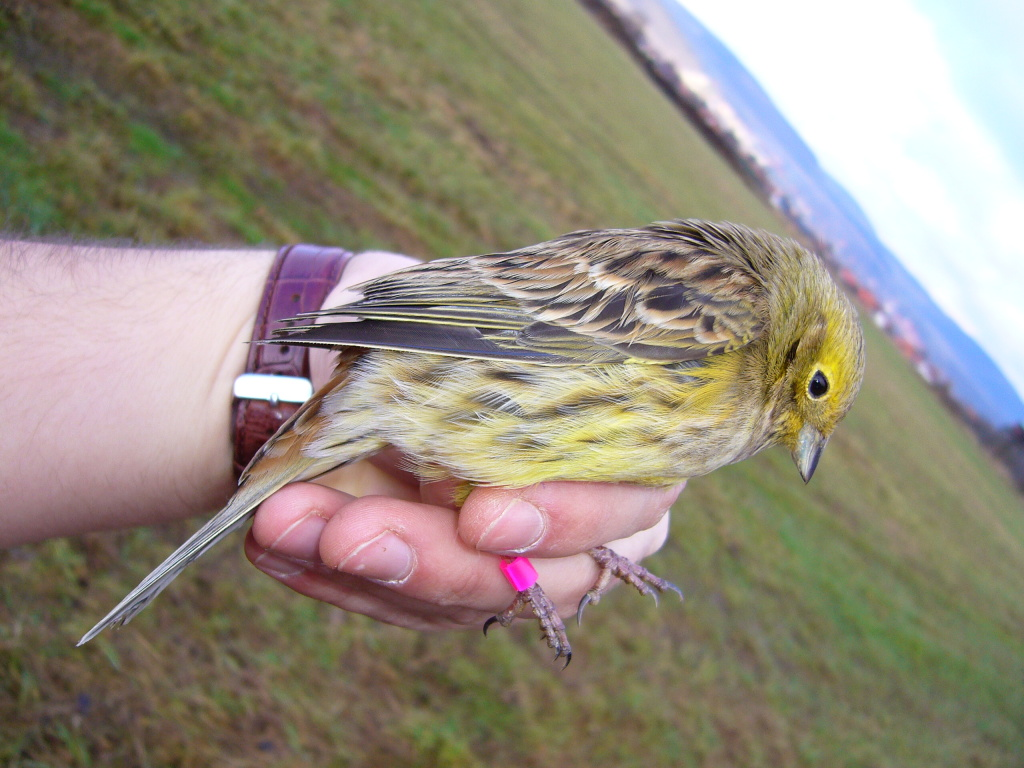
Strnad obecný (Emberiza citrinella) s barevným rozlišovacím kroužkem.

Pro odchyt ptáků za účely kroužkování se používají zpravidla ornitologické nárazové sítě. Ty se umisťují do míst, kde lze předpokládat pohyb ptáků a to nejlépe mezi vegetaci tak, aby z pohledu ptáka byly co nejméně viditelné. Velmi používanou metodou je odchyt pomocí nárazových sítí v rákosinách, kde lze odchytit velké množství nocujících ptáků. Mimo nárazových sítí se při odchytu ptáků používají i další zařízení, jako například sklopné pasti opatřené návnadou, nebo velké víceméně permanentní pasti typu Helgoland pro odchyt velkého množství migrujících jedinců. Zejména při ochytu bahňáků se používají „vrše“ (anglicky walk-in trap), do kterých bahňáci sami vstoupí, ale už z nich nenaleznou cestu ven. Nejen při výzkumu bahňáků se používají i tzv. „kanónové sítě“, kdy jsou ptáci nejprve ornitology vlákáni do cílového prostoru pasti, kam je na ně pomocí dálkového ovládání vystřelena složená síť. Některé ptáky (jako např. mláďata v budkách nebo labutě) je možno odchytávat i do rukou.

### Další metody značení
Pro účely individuálního rozpoznávání jedinců je pro určité druhy výzkumu vhodné ptáky označovat také barevnými rozlišovacími kroužky popř. dalšími metodami individuálního značení, jako jsou různé krční límce používané zejména pro vrubozobé nebo křídelní značky a nebo tzv. „vlaječky“ používané zejména pro bahňáky. Ty bývají doplněny i o alfanumerický kód. Pro menší druhy ptáků se často používají kombinace dvou nebo tří barevných kroužků, které se umisťují na nohu jedince a nesou tak jedinečný barevný kód, který lze odečítat v terénu např. pomocí dalekohledu. Pro koordinaci značení bahňáků, kteří mnohdy migrují na velké vzdálenosti mezi kontinenty, byly vytvořeny manuály obsahující barevná schémata k odlišení země kroužkování daného jedince.

## Kroužkovací stanice

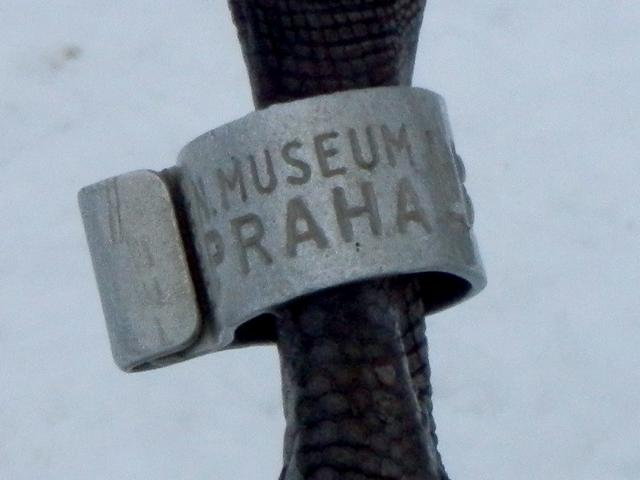
Český kroužek

Hlavní národní kroužkovací centrálou v České republice je již dlouhou dobu Kroužkovací stanice Národního muzea, která také vede všechny potřebné evidence a provádí pravidelné vyhodnocování všech zachycených kroužků (a to i ze záchytů od mrtvých respektive uhynulých ptáků) a provádí to jak u kroužků vlastních (tedy pocházejících z naší národní kroužkovací stanice) tak i kroužků z jiných zemí, tedy z cizích kroužkovacích stanic.
Vzhledem k tomu, že ptáci migrují (přelétají z místa na místo) po celém světě neznajíce žádných geografických hranic musí být tato vědecká činnost mezinárodně řízena a koordinována a musí být též zajištěna mezinárodní pravidelná výměna všech získaných informací respektive dobré sdílení všech potřebných dat. Jinak by tato činnost neměla vůbec žádný efekt a ztratila by svůj praktický smysl.

## Česká společnost ornitologická
Práci spojenou s kroužkováním ptáků provádí, mimo jiné, též řada odborných nadšenců z řad amatérských ornitologů, kteří jsou sdruženi v České společnosti ornitologické. Jedná se o odborné občanské sdružení zabývající se, mimo jiné, zejména výzkumem života ptáků, dále též ochranou ptačích druhů či osvětovou činností na poli ochrany přírody. Česká společnost ornitologická také úzce spolupracuje s řadou profesionálních odborných zoologických pracovišť i občanských sdružení. Jedná se, kromě již zmíněného Národního muzea v Praze, také o katedry zoologie jednotlivých vysokých škol či univerzit (přírodovědné fakulty), zoologické zahrady, odborné ústavy Akademie věd ČR apod. Z občanských sdružení je vhodné připomenout především Český svaz ochránců přírody.